# Parque Industrial Ciudad Mitras
Parque Industrial Ciudad Mitras är en ort i Mexiko.   Den ligger i kommunen García och delstaten Nuevo León, i den centrala delen av landet, 700 km norr om huvudstaden Mexico City. Parque Industrial Ciudad Mitras ligger 593 meter över havet och antalet invånare är 18 312.
Terrängen runt Parque Industrial Ciudad Mitras är varierad. Runt Parque Industrial Ciudad Mitras är det mycket tätbefolkat, med 2 521 invånare per kvadratkilometer. Närmaste större samhälle är Monterrey, 18,1 km sydost om Parque Industrial Ciudad Mitras. Runt Parque Industrial Ciudad Mitras är det i huvudsak tätbebyggt.